# Peder Lunde senior
Peder Eugen Lunde (* 25. Mai 1918 in Oslo; † 26. Dezember 2009 in Oslo) war ein norwegischer Segler, der 1952 eine olympische Silbermedaille gewann.

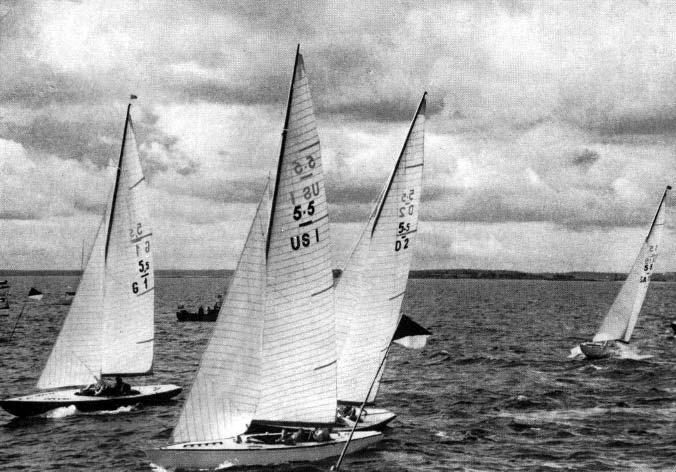
5,5mR bei den Olympischen Spielen 1952, Complex II (US 1) vorne

Der Sohn des Olympiasiegers Eugen Lunde wuchs auf der Insel Ormøya in der Nähe von Oslo auf und lernte früh das Segeln. Ab 1936 segelte er mit Vibeke, seiner späteren Frau. Bei den Olympischen Spielen 1952 segelten Peder Lunde, Vibeke Lunde und deren Bruder Børre Falkum-Hansen in der 5,5-Meter-Klasse die Yacht Encore. Orvar Larsen hatte die Yacht eigentlich für seinen Sohn gekauft, der aber noch zu jung für eine Olympiateilnahme war. Auf der Regattastrecke vor Helsinki wurde die Crew viermal Zweite, einmal Vierte und einmal Fünfte, was in der Endabrechnung zur Silbermedaille hinter der US-amerikanischen Yacht Complex II reichte.
Peder und Vibekes Sohn Peder wurde 1960 Olympiasieger.